# 長崎県立島原工業高等学校
長崎県立島原工業高等学校（ながさきけんりつ しまばらこうぎょうこうとうがっこう, Nagasaki Prefectural Shimabara Technical High School）は、長崎県島原市本光寺町に所在する公立工業高等学校。

## 概要
歴史
1963年（昭和38年）に開校した。2013年（平成25年）に創立50周年を迎えた。
設置課程・学科
全日制課程 - CAD、NC工作機械、ロボット、コンピューター等の実習設備を活用し、体験を通して工業技術の基礎を学習する。
- 機械システム科（2016年度（平成28年度）新設）
- 電気電子科（同上）
- 建築技術科（同上）

校訓
「剛・創・和」
校章
中央に「高」の文字を置いている。
校歌
作詞は宮崎康平、作曲は古関裕而による。歌詞は3番まであり、校名は歌詞に登場しない。
創立趣旨
工業発展の軸になりうる有能な中堅技術者の育成を目的として創立。

## 沿革
- 1963年（昭和38年）4月 - 「長崎県立島原工業高等学校」（現校名）が開校。全日制課程 機械科・電子工学科・建築科（各2学級）を設置。
- 1991年（平成3年）4月 - 電子機械科と情報技術科を新設。
- 1993年（平成5年） 11月 - 創立30周年記念式典を挙行。
- 2003年（平成15年）11月 - 創立40周年記念式典を挙行。
- 2005年（平成17年）4月 - 電気科を新設。
- 2006年（平成18年）2月 - 機械科・電子機械科新実習棟が完成。
- 2007年（平成19年）2月 - 電子工学科と情報技術科を閉科、電気科新実習棟が完成。
- 2008年（平成20年）2月 - 建築科新実習棟が完成。
- 2016年（平成28年）4月1日 - 学科改編により、機械システム科・電気電子科・建築技術科の3学科を設置[1]。
- 2018年（平成30年）3月31日 - 機械科、建築科、電子機械科、電気科を廃止。

## 部活動
運動部
- 陸上部
- ソフトテニス部
- バレーボール部
- バスケットボール部
- 卓球部
- 射撃部
- レスリング部
- サッカー部
- ソフトボール 部
- 野球部
- ラグビー部

文化部
- 美術部
- ボランティア部
- 電気システム部
- 図書部
- 建築工作部
- 機械工作部
- 写真部

## 交通アクセス
最寄駅
- 島原鉄道「島原駅」

最寄りのバス停
- 島鉄バス 島原市内線「工業高校前」バス停

## 周辺
- 島原市役所
- 島原城
- 島原武家屋敷街
- 長崎県立島原高等学校
- 長崎県立島原商業高等学校
- 長崎県立島原農業高等学校
- 下折橋簡易郵便局
- 雲仙自動車学校
- がまだすロード 島原インターチェンジ

## 著名な出身者
- 林田堅吾 - （元日本ハムファイターズ）/投手
- 横山正文 - （元サッカー選手）/新日本製鐵
- 宮原照彦 - （元レスリング選手）/モントリオールオリンピック4位